# Diritto reale
Il diritto reale è un diritto soggettivo tipico che conferisce al titolare un potere assoluto ed immediato su una cosa. Le caratteristiche principali di tali diritti sono le seguenti:
1) Tipicità: sono ammessi solo i diritti tipizzati dal legislatore;
2) Immediatezza: il titolare può soddisfare il proprio interesse in maniera diretta e non mediata sul bene (a differenza di ciò che accade per i diritti di credito dove il titolare per soddisfarsi dovrà avvalersi della cooperazione del debitore);
3) Assolutezza: il titolare può far valere il proprio diritto erga omnes e tutti i consociati hanno un dovere di astenersi dal tenere qualsiasi tipo di ingerenza nell'esercizio di tale diritto;
4) Diritto di seguito: il titolare potrà perseguire il diritto nei confronti di qualsiasi soggetto, in quanto il diritto è sempre collegato al bene e non al soggetto. Ad esempio se Tizio vende a Caio un bene su cui Sempronio vanta un diritto di usufrutto, quest'ultimo potrà opporre il proprio diritto all'acquirente Caio.
I diritti reali si suddividono in diritti reali di godimento, quale corrispettivo dei cosiddetti diritti reali di godimento su cosa altrui (o diritti reali minori), e diritti reali di garanzia.
Il diritto reale di godimento per antonomasia è la proprietà, quelli di garanzia sono il pegno e l'ipoteca. Quelli su cosa altrui sono l'uso, l'usufrutto, l'enfiteusi, la superficie, l'abitazione e la servitù.

## In Italia

### I diritti reali nel codice civile italiano
Il  terzo libro del codice civile, "sulla proprietà",  è dedicato più in generale ai diritti reali, cioè ai diritti che l'uomo può esercitare sui beni suscettibili che si trovano nella sua sfera di controllo o di esercizio. I beni sono normalmente oggetto di tale diritto.

### Tipicità
Secondo l'opinione tradizionale, i diritti reali nell'ordinamento giuridico italiano sono "tipici", il che significa che non se ne possono creare di diversi da quelli elencati e disciplinati tassativamente dalla legge.

Per quest'orientamento la funzione caratteristica di ognuno di essi è fissata dalla legge e il titolo dal quale traggono origine può integrarne il contenuto, ma non piegarli ad assolvere una funzione diversa.

Già da alcuni anni, nondimeno, questa affermazione è stata ampiamente contestata. La dottrina più attenta all'evoluzione della società e dei traffici economici afferma, al contrario, che nell'ordinamento ben possono aver ingresso diritti reali atipici. Paradigmatica è l'ipotesi del diritto di multiproprietà (anche nota come proprietà turnaria).

### Classificazione
Nel sistema giuridico italiano sono a numero chiuso, e tra di essi spiccano:
- il diritto di proprietà

si distinguono in:
- diritti reali di godimento
  - il diritto di superficie,
  - l'enfitèusi,
  - l'usufrutto,
  - l'uso,
  - l'abitazione,
  - le servitù prediali.
- diritti reali di garanzia
  - il pegno,
  - l'ipoteca.

### Diritti reali di garanzia
I diritti reali di garanzia sono invece pegno, ipoteca e privilegio speciale, e servono a fornire una garanzia per un credito: il creditore titolare del diritto di garanzia si potrà così soddisfare in via preferenziale sul bene oggetto del diritto.
Il privilegio generale (che grava su tutti i beni del debitore) non è un diritto reale di garanzia, perché è previsto eccezionalmente e solo nei casi tassativi di legge.
Il privilegio speciale, invece, grava su beni determinati e ha carattere di realità.
Essi vanno distinti dai diritti personali di garanzia che sono: l'avallo, la fideiussione, la lettera di manleva, il mandato di credito.

### Contenuto
Ogni diritto reale consiste di uno o più poteri che il suo titolare può esercitare sul bene oggetto del diritto e che, nel loro insieme, formano il cosiddetto contenuto del diritto.
La proprietà è il diritto reale che consente la più ampia sfera di poteri che un soggetto possa esercitare su un bene. È il diritto di godere e disporre delle cose in modo pieno ed esclusivo, entro i limiti e nei modi che la legge prevede.
Tra i limiti previsti dalla legge vi rientrano proprio gli altri diritti reali (cosiddetti minori, parziali, limitati) che possono comprimere - essi e solo essi dato il numerus clausus degli stessi secondo l'insegnamento tradizionale - il diritto di proprietà.
Il diritto reale assoluto pieno di proprietà è tutelato dalla azione di rivendicazione (art. 948 c.c.) e da quella negatoria (art. 949 c.c.).
La proprietà inoltre, anche se imprescrittibile, è soggetta a usucapione.
Di nuda proprietà può parlarsi solo in caso di usufrutto, che costituisce il diritto reale limitato più penetrante e compressivo delle facoltà proprietarie.

### Rapporto con gli altri diritti reali
Con il diritto di proprietà possono coesistere, sulla medesima cosa, altri diritti, appartenenti a soggetti diversi del proprietario: questi assumono tradizionalmente il nome di diritti reali minori (iura in re aliena).

Rispetto alla proprietà gli altri diritti reali si presentano come diritti limitati o parziali, caratterizzati da un limitato contenuto che in alcuni casi si esaurisce in una sola facoltà.

Sono inoltre diritti su cosa altrui, perché si esercitano su cose di cui altri è proprietario: coesistono, sulla cosa, con l'altrui diritto di proprietà, il cui contenuto viene a ridursi per permettere che la medesima cosa formi oggetto di altri diritti reali.
Possono coesistere su una medesima cosa più diritti reali: ciascuno di esso ha un proprio contenuto, diverso dal contenuto degli altri, possono essere a tempo o perpetui.
La natura di questi diritti come diritti reali si manifesta nel fatto che essi hanno per oggetto la cosa e permangono, in quanto diritti sulla cosa, nonostante il mutamento della persona del proprietario. Si suole dire che il diritto reale su cosa altrui ha diritto di seguito (o diritto di sequela): è un diritto sulla cosa opponibile a tutti i successivi proprietari (salvo che non abbiano acquistato la cosa a titolo originario usucapio libertatis).

Quando il diritto è costituito su un bene immobile, la sua opponibilità ai terzi acquirenti è subordinata all'avvenuta trascrizione nei registri immobiliari. Il diritto non trascritto sarà tuttavia opponibile al terzo acquirente se menzionato nell'atto di trasferimento del bene: oggetto del trasferimento è in tal caso un bene gravato dal diritto reale altrui.
I diritti reali su cosa altrui godono, come la proprietà, di una difesa in giudizio assoluta: il titolare può difenderli da sé, mediante l'azione confessoria, contro chiunque ne contesti l'esercizio.
I diritti reali sono inoltre suscettibili di possesso e godono, a questo modo, di una protezione che non ha confronto con quella dei diritti personali di godimento: sono protetti non solo come diritti, ma anche come potere di fatto sulla cosa, difeso con le azioni possessorie; e l'esercizio del potere di fatto sulla cosa consente l'acquisto del diritto per usucapione.
Quando un diritto reale sullo stesso bene spetta a più persone, si parla di comunione.
Inoltre i diritti reali limitati di godimento vanno distinti dai diritti personali di godimento (come il diritto del conduttore nella locazione o del comodatario nel contratto di comodato) che attribuiscono solo la detenzione della res e non il possesso della stessa, con una conseguente assenza delle azioni confessorie e non trascrivibilità dei titoli in virtù dei quali si gode del bene (esclusa la locazione ultranovennale).

### Prescrizione e trascrizione
I diritti reali su cosa altrui, a differenza del diritto di proprietà, si estinguono per non uso: il termine di prescrizione è normalmente di vent'anni (artt. 970, 1014, 1073 c.c.).
Si trascrivono tutti ex art. 2643 c.c., per l'opponibilità verso terzi che vantino altri diritti reali della stessa o di altra specie (non verso il proprietario con il quale si è instaurato un rapporto volontario o legalmente imposto).
Ad esempio non potranno farsi valere i diritti di usufrutto, uso, abitazione, servitù, ove non trascritti, verso un creditore ipotecario iscrivente ex art. 2812 c.c., e allo stesso modo verso un nuovo proprietario della res (ciò limita il diritto di sequela a un adempimento-onere del titolare del diritto limitato).
È poi possibile che diritti reali di godimento o di garanzia, pur trascritti, siano travolti, eccezionalmente, da un'azione di riduzione infraventennale ex art. 561 c.c.

### Consolidazione e confusione
Quando, per una qualsiasi causa, il diritto reale su cosa altrui si estingue, il diritto del proprietario si riespande, assumendo automaticamente il carattere di piena proprietà: è la cosiddetta consolidazione (si parla, ad esempio, di consolidazione dell'usufrutto per alludere al fatto che, cessato l'usufrutto, il proprietario riacquista il godimento della cosa).
La pratica corrente, nella sua disinvoltura, parla di "consolidamento" invece di "consolidazione" che è il termine corretto.
La confusione si ha quando il proprietario diventa egli stesso titolare di un diritto minore sulla sua cosa. Opera anche in questo caso la consolidazione: il diritto minore si estingue e la proprietà diventa piena proprietà.

### Tutela

#### L'azione confessoria
Con l'azione confessoria, che l'art. 1079 del codice civile italiano regola con riferimento alle servitù, si mira a ottenere il riconoscimento in giudizio del proprio diritto sulla cosa altrui contro chiunque, proprietario o no, ne contesti l'esercizio.
Si mira anche a ottenere la cessazione delle eventuali turbative o molestie (i comportamenti del proprietario o di terzi che impediscono l'esercizio del diritto) e, se necessario, la riduzione in pristino.